# Victoria Bieneck
Victoria Bieneck (Weilheim in Oberbayern, 26 de marzo de 1991) es una jugadora de voleibol de interior y de playa alemana. Compitiendo en voleibol de interior se convirtió en campeona del Campeonato de Europa Sub-18 en la República Checa, y en voleibol de playa fue medallista de oro en el Europeo Sub-18 de Grecia, también en el Mundial Sub-19 de Turquía 2009, semifinalista del Campeonato Mundial Sub-21 de 2010 y medallista de bronce en el Campeonato Mundial Universitario de Turquía 2010 y el Europeo Sub-21 -23 de 2012, seguía siendo medallista de oro en el Campeonato Mundial Sub-23 en Polonia.

## Carrera
Pasó parte de su juventud en Schweinsberg (Stadtallendorf) en Hesse, se inició en el voleibol de sala desde 2000 en TV 05 Wetter, luego en 2006 en el equipo juvenil de VC Olympia Berlin, compitiendo en la edición de la 1.ª Bundesliga en 2007, jugó el Copa Federal (Bundespokal) 2007, categoría Sub-18 representando a Hesse, luego representó al equipo juvenil en la edición de 2007 del Campeonato de Europa Sub-18 en Brno y fue coronada medallista de oro. En 2009, se transfirió al equipo rival, Köpenicker SC, donde permaneció hasta 2011. De 2004 a 2006 compitió en voleibol de playa con su hermana Felicitas en competencias nacionales juveniles.

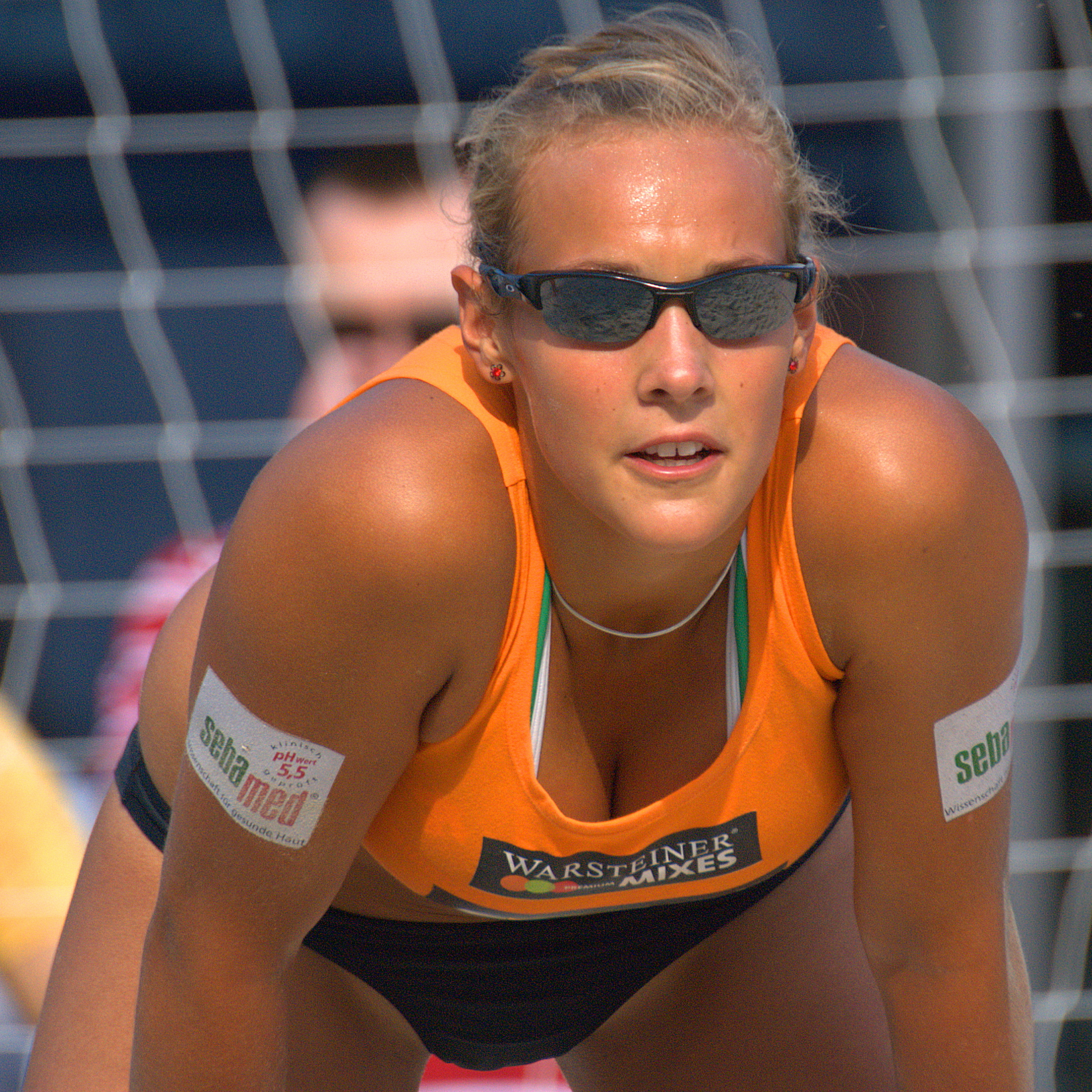
Bieneck durante el Smart Beach Tour en 2008.

De 2007 compitió con Marika Steinhauff y terminaron decimoterceras en el Campeonato de Europa Sub-20 de 2008 en San Salvo y ganaron una medalla de bronce en el 2010 Campeonato Mundial Universitario de Voleibol de Playa en Alanya, en 2008 jugó con Laura Weihenmaier y ganó una medalla de plata en el Campeonato de Europa Sub-18 en Loutraki.
En el Campeonato Mundial de Voleibol de Playa Sub-19 de 2009, celebrado en Alanya, estuvo junto a Christine Aulenbrock y ganaron la medalla de oro;  en el mismo año, junto con Steinhauff, estuvo en el Campeonato Mundial de Voleibol de Playa Sub-21 en Blackpool, cuando terminaron en quinto lugar. En 2010 volvió a competir junto a Aulenbrock, debutó en el Circuito Mundial en el Kristiansand Open, ocasión de la vigésima quinta posición, luego formó pareja con Chantal Laboureur y fueron semifinalistas en la edición del Campeonato Mundial Sub-21 de Voleibol de Playa en Alanya.  En 2014, se unió a Julia Großner para competir en el Campeonato Europeo de Voleibol de Playa, Masters en Cagliari, y terminaron cuartas.

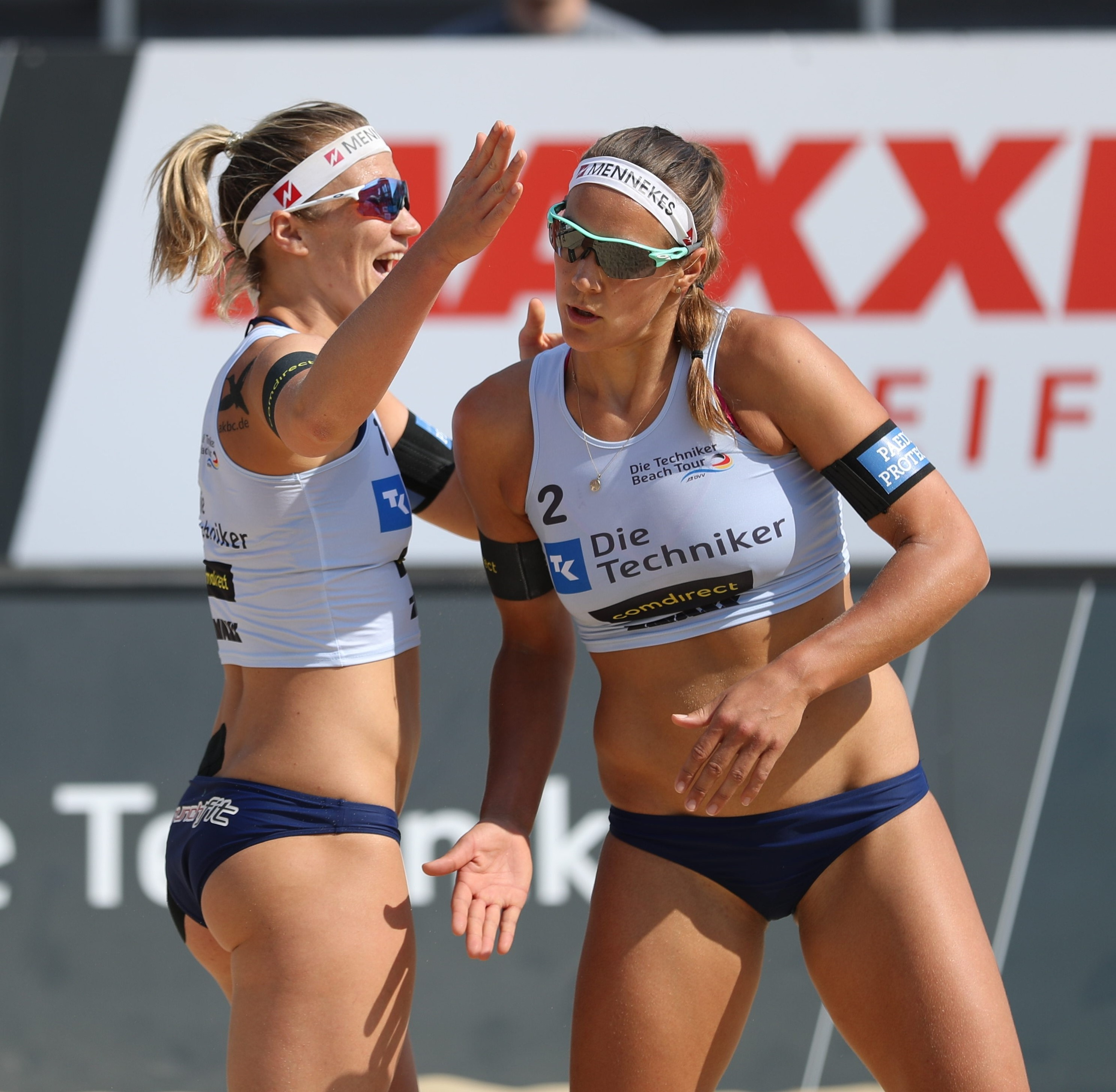
Bieneck (derecha) junto a su compañera Isabel Schneider durante el Die Techniker Beach Tour en 2018.

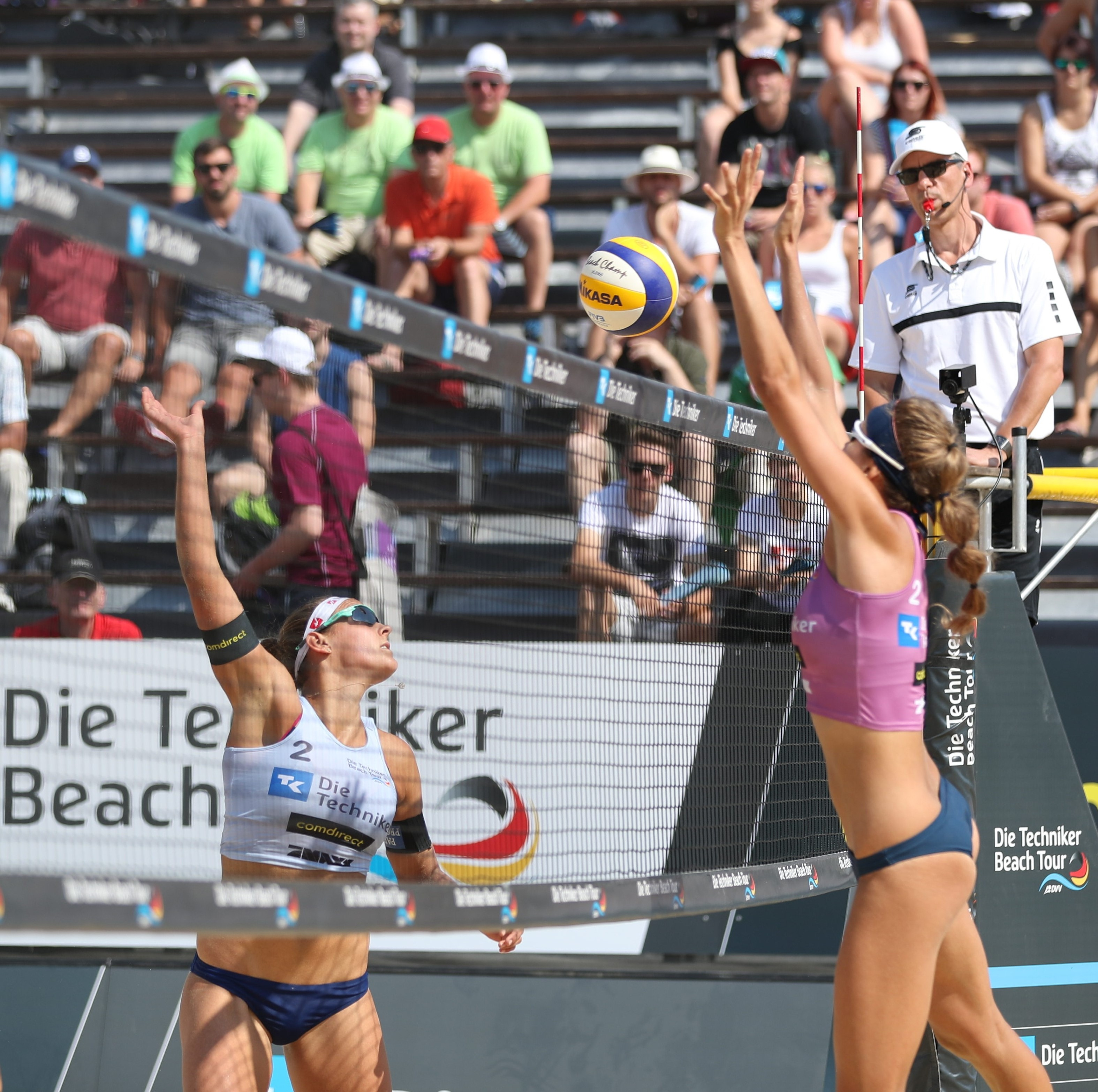
Bieneck (izquierda) compitiendo contra Natália Dubovcová durante el Die Techniker Beach Tour en 2018.

Con Großner compitió en el circuito nacional de 2011 a 2016, ganando las etapas de Münster y Frankfurt en 2012, terminando séptimas en la clasificación general en el nacional. En la temporada 2013, terminaron cuartass en el torneo CEV Satellite en Antalya. Junto a Isabel Schneider, ganó la medalla de oro en el Campeonato Mundial Sub-23 en Mysłowice, juntas compitieron en el Campeonato Mundial de Stare Jabłonki, eliminadas en la primera fase. En el Campeonato de Alemania de 2013, junto a Großner, ocupó el quinto lugar; en 2014 ganaron el título en el Anapa Open del circuito mundial. En 2014, ella y Großner compitieron en el Campeonato Europeo de Voleibol de Playa, Masters en Cagliari, y terminó cuarta en el Campeonato de Europa y el Campeonato de Alemania, ubicándose quinta en el nacional en los años 2015 y 2016.
A partir de 2017 retomó su equipo con Schneider, en la gira mundial terminando terceras en Xiamen (tres estrellas), cuartas en Moscú (tres estrellas) y novenas en el cinco estrellas de Poreč y Gstaad. En el Campeonato Mundial de Viena jugaron la repesca. En el Campeonato de Europa de 2017 en Jūrmala y ocuparon el decimoséptimo lugar, luego alcanzaron el cuarto lugar en el campeonato alemán.
En el World Tour 2018, junto a Schneider, obtuvo cuartos lugares en Fort Lauderdale (cinco estrellas) y Ostrava (cuatro estrellas), en la edición del Campeonato de Europa en Holanda terminaron quintos; todavía en 2018 fue campeona de Alemania en Timmendorfer Strand. También en World Tour 2019 fueron novenas en Sídney y quintas en Kuala Lumpur (cada uno 3 estrellas) y novenas en Tokio (4 estrellas). En el año 2019, jugaron en el Campeonato Mundial en Hamburgo y terminaron decimoséptimas. En el campeonato alemán de 2019 fue derrotada en cuartos de final, mientras que en el circuito mundial quedó novena en el torneo de cuatro estrellas de Roma.
En 2020 terminaron cuartas en los campeonatos alemanes y quintas en los Campeonatos de Europa en Jūrmala y en el año 2021 terminaran novenos en algunos eventos del circuito mundial y terminaron quintas en los Campeonatos de Europa en Viena. También fueron subcampeonas en el torneo nacional King of the Court en Hamburgo. Después de terminar quinto en el Campeonato Alemán, anunció su retiro.

## Vida personal
Las hermanas de Victoria Bieneck, Felicitas y Constanze, también juegan voleibol de playa.